# Mallophora xylocopiides
Mallophora xylocopiides är en tvåvingeart som beskrevs av Walker 1851. Mallophora xylocopiides ingår i släktet Mallophora och familjen rovflugor. Inga underarter finns listade i Catalogue of Life.